# Niadaszawa 2
Niadaszawa 2 (biał. Нядашава 2; ros. Недашево 2, pol. hist. Niedaszewo) – wieś na Białorusi, w obwodzie mohylewskim, w rejonie mohylewskim, w sielsowiecie Padhorje.
Do 1917 położone było w Rosji, w guberni mohylewskiej, w powiecie czauskim. Następnie w granicach Związku Sowieckiego. Od 1991 w niepodległej Białorusi.